# Emilio Gallo
Emilio Gallo (1870 – 1945) è stato un imprenditore italiano, appassionato di fotografia e alpinismo.

## Biografia
Industriale laniero biellese, fu attivo in iniziative imprenditoriali in diversi settori. Nella prima metà del '900 partecipò attivamente allo sviluppo del sistema industriale tessile italiano, operandosi tramite l'Associazione Laniera Italiana e fondando, assieme ad altri industriali, l'Associazione Italiana dell'Industria della Maglieria.
Appassionato di fotografia e montagna, partecipò a mostre fotografiche e supportò lo sviluppo del Club Alpino Italiano; nel 1922 donò alla sezione di Biella un rifugio, situato nell'Alpe del Lauson nel neo creato Parco del Gran Paradiso, intitolandolo all'amico Vittorio Sella il quale, nel 1869, lo aveva invitato a partecipare ad una spedizione nel Caucaso Centrale. L'anno successivo creò, con la moglie Maria Menabrea, la Colonia Alpina Emilio e Maria Gallo a Pollone al fine di promuovere nei giovani la passione per la montagna.
| Controllo di autorità | VIAF (EN) 257348637 · GND (DE) 1022481967 |